# Фасція (релігія)

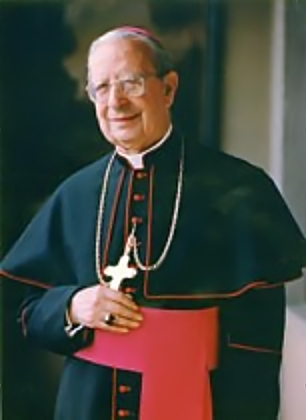
Альваро дель Портільйо, Opus Dei у дзімаррі з пурпуровою фасцією

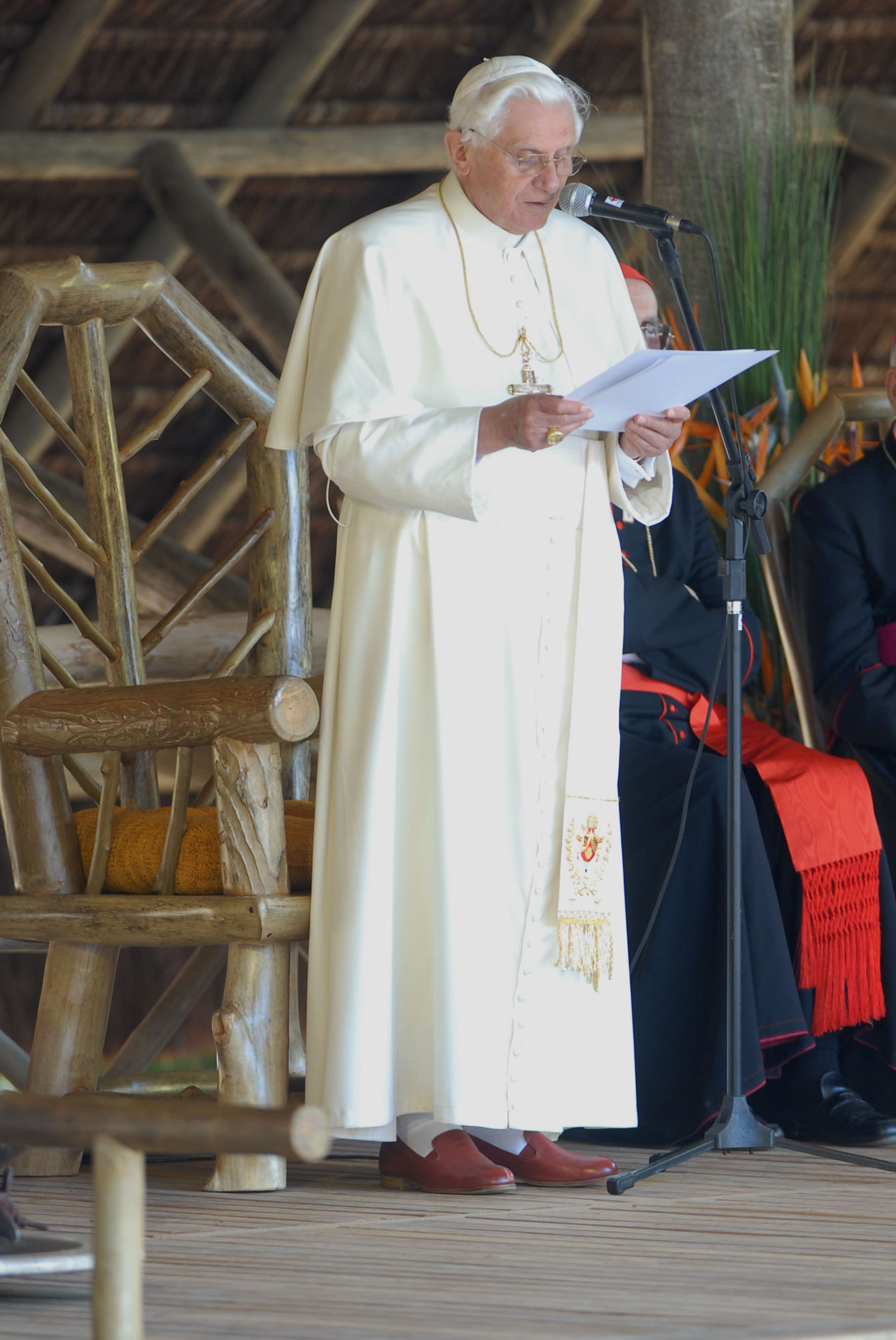
Бенедикт XVI у білі дзімаррі та підперезаний білою фасцією

Фа́сція (від лат. fascia — «обв'язка», «обмотка») — деталь одягу священнослужителів та семінаристів латинського обряду римо-католицької та англіканської церков.
Фасція являє собою широкий пояс (стрічка з тканини) обгорнутий навколо дзімарри або сутани.
Папа носить білу фасцію, кардинали — червону, єпископи, Апостольські протонотаріуси, почесні прелати Папи і монсеньйори — фіолетову шовкову, капелани папи — пурпурову, священники, диякони та семінаристи — чорну.

## Галерея

Папа Римський (білий)
кардинал (червоний)
єпископ (малиновий)
монсеньйор (малиновий)
священик (чорний)